# Пітайо перуанський
Пітайо перуанський (Ochthoeca piurae) — вид горобцеподібних птахів родини тиранових (Tyrannidae). Цей малодосліджений вид є ендеміком Перу.

## Опис
Довжина птаха становить 12-12,5 см. Верхня частина тіла коричнева, нижня частина тіла сірувата, на крилах руді смужки, над очима білі "брови". Виду не притаманний статевий диморфізм.

## Поширення і екологія
Перуанські пітайо мешкають на західних схилах Перуанських Анд, від П'юри до Анкаша. Вони живуть на узліссях вологих гірських тропічних лісів та у високогірних чагарникових заростях. Зустрічаються на висоті від 1400 до 2850 м над рівнем моря, хоча іноді трапляються і на висоті 3300 м над рівнем моря. Живляться комахами.

## Збереження
МСОП класифікує цей вид як такий, що не потребує особливих заходів зі збереження. Перуанським пітайо загрожує знищення природного середовища.